# HORSERIDERS
『HORSERIDERS』（ホースライダーズ）は2008年4月9日に稼動を開始したコナミデジタルエンタテインメント（2016年11月1日以降はコナミアミューズメント）のアーケード用競馬レースゲーム。e-AMUSEMENT対応で、全国のプレイヤーと対戦可能である。従来の競馬ゲームと異なり、トレーディングカードゲームの要素が追加されている。2009年7月22日には続編「HORSERIDERS2」が稼動開始した。2017年5月31日e-AMUSEMENTサービス終了。
以下、1作目を「HR1」、2作目を「HR2」と表記する。

## ゲームの進め方
- e-AMUSEMENT PASS（2代目まで、3代目は使用不可[1]）を挿入口に差込み暗証番号を入力し、初回プレイに必要な金額を投入する（e-AMUSEMENT PASSなしでもプレイ可能）。
- 「全国対戦」・「シングルプレー」・「店内対戦」の中からモードを選ぶ。
- 入厩馬を5頭選び、ステイブルエリアにホースカードを置く。このとき、登録されていないカードを置くと新規に登録するか聞かれる。登録枠の18頭を超えている場合は、代わりに登録抹消するカードを選ぶことになる。入厩馬の組み合わせによって調教効果が上がったり、レース中の能力が上昇する場合がある。HR2では「クラシック三冠馬デッキ」、「ライバルデッキ」、「三強デッキ」、「同世代デッキ」など特殊な組み合わせで効果が発動するようになった。
  - 同時に、調教メニューをカードの位置を操作することにより選ぶ。このとき、全国対戦モードで時間があれば練習レースを行うこともできる（レース開始は入厩馬選択時間60秒まで。また、レース中であっても残り30秒になると練習レースは打ち切られる）。
    - 調教メニューはランクが上がる、全国大会で上位になるなどすると追加されることもある。
- 入厩馬選択時間終了後、ステイブルエリアからコントロールエリアにカードを移動することにより出走馬の選択を行う。出走ポイントが足りない競走馬は出走できない。同じ週にレースが2つか3つ開催される場合は、出走するレースを選択する（ノンカード馬を選んだ場合は強制的に登録される場合もある）。
  - HR2では、出走せずにウォッチモードを選択することができる。馬券を購入し、レースを観戦するモードでこれを選ぶとHRポイントが20ポイント追加される。
- 調教を行う。調教のなかにはアクションボタンを操作することにより、コンディション重視か能力重視か調教の強度を調整するものもある。
  - アクションボタンを操作する調教では調教結果によって「GOOD」や「VERY GOOD」、「EXCELLENT」などの文字が出る場合がある。しかしアクションボタンを操作すれば必ず出るものではなく、操作しなくても出るときがある。
- 調教後牧場画面で競走馬の状態を確認したあとレースが開始する。全国対戦では選んだ競走馬が複数出走することはなく、12頭必ず違う馬が出走する。また、マッチングされるプレイヤーは最大で6人となる。
- レース後、出走ポイントや賞金などが加算されブースターパック（ホースカード1枚入り）が払い出される。賞金は全国対戦モードでしか手に入らない。
  - 全国対戦で1着となった場合はウィナーメダルを獲得する。ただしジョッキーマスター以上ではプレイヤー同士によるメダルの争奪戦となり、最も下位のプレイヤーから最も上位のプレイヤーにメダルが1枚移動する（他者とのマッチングが行われず1人のみでの出走となった場合は、12着となった場合にウィナーメダルが剥奪されてしまう）。さらに、レジェンドジョッキー以上はゴールドメダルも争奪戦の対象となる。
- HR1では、1着にならずにゲームを続行する場合は追加クレジットを投入する。
  - 1着の場合は、1回に限って追加クレジットを投入せずそのまま続行可能。2回目は着順に関わらず、ゲームを続行する場合は追加クレジットを投入する。カードは2レース目終了後に1枚のみ払い出される。
- HR2ではレースが終わり、ゲームを続行する場合は追加クレジットを投入する。

### 出走ポイント
- レースに出走させるために必要なポイント。最大100ポイントまでためることができる。このポイントはプレイ終了後も保存され、次回プレイ時に使用できた。
- HR2では調教や馬券ゲームなどにも使えるHORSERIDERSポイント（HRポイント）に変更され最大ポイント数も999ポイントとなったが、ゲームを終了するたびにポイントがリセットされるようになった。

## レース

### 収録レース
- 通常時に出走できるレースはJRA主催の平地競走であり、障害競走は行われない。重賞だけではなく、オープン戦や1600万下のレースも用意されている。条件を満たせば隠しレースにも出走できる。
  - 隠しレース
    - ドバイワールドカップミーティング（ドバイゴールデンシャヒーン、ドバイシーマクラシック、ドバイデューティーフリー、ドバイワールドカップ）（ナド・アルシバ競馬場）
    - チャンピオンズマイル・香港国際競走（香港ヴァーズ、香港スプリント、香港マイル、香港カップ）（沙田競馬場）
    - ムーラン・ド・ロンシャン賞・凱旋門賞（ロンシャン競馬場）
    - 帝王賞・ジャパンダートダービー・東京大賞典（大井競馬場）（HR2で追加）
    - キングジョージ6世&クイーンエリザベスステークス（アスコット競馬場）（HR2で追加）

  - 牡牝限定レースや牝馬限定レースは存在するが、年齢の概念はない。そのため実際の競馬では4歳以上限定となるレースに出走したあと、3歳限定のレースに出走することもできる。なお、2歳限定のレースは存在しない。また一部のGIIIレースはBランク以下、オープン特別レースはC,Dランク限定となっている。

### レースプレイ
- レースでは、まずスタートゲームと呼ばれるスタートダッシュの判定を行う。スタートゲームでは上下に移動するバーをアクションボタンで止める。真ん中で止めることができれば大成功で好スタートを切れるがゲージを大きく外れるとスタートダッシュ失敗となり、出遅れる。
- レース中の位置取りはコントロールエリアでホースカードを移動することで操作する。
  - ホースカードを前または後ろに動かすとスピードの調節、左または右に動かすとその方向に馬がずれ斜めに移動させるとその動作を同時に行える。
  - CPU馬およびデジタルカード使用時（後述）はタッチパネルで同様の操作をする。
- アクションボタンを押すとムチを入れることになり、加速するがスタミナを消費する。
- ある程度距離の長いレース（2500m以上）では、レースの途中に残り1200m付近までカットされる（飛ばされる）。
- HR2では馬券ゲームが導入された。全国対戦モードに限りHRポイントを使って単勝、2連複にBETできる。
- 実況は山本直也が担当している。

### 全国大会
他のe-AMUSEMENT対応ゲームと異なり毎週金・土曜日の10:00～24:00（JST）に予選が、日曜日の10:00～21:00（JST）に決勝が開催される。
- 全国大会では店舗内対戦・シングルプレーを除いた、全国対戦連続最大10レース（対象となるのは全国大会エントリーからプレイ終了まで。プレイ再開時の再エントリーは1プレイ目からやり直しとなる）の最高獲得賞金額が反映される。
- 予選上位50%が決勝に進出。優勝者および上位10名には特殊な称号が与えられる。

## ホースカード
このゲームではホースカードと呼ばれるカードを使用して競走馬を操作したり調教して育成したりすることができる。カード化されている競走馬はグリーングラスやシンボリルドルフなどの1970年代・1980年代の馬からディープインパクトなどの最近の馬までと幅広い。またウオッカやメイショウサムソンといった、稼動開始時点における現役競走馬も多数含まれる。
このゲームでは同社の『BASEBALL HEROES』や『BATTLE CLIMAXX!』のように、
- GREAT（グレート、GR）
- SPECIAL（スペシャル、SP）
- BLACK（ブラック、黒）
- WHITE（ホワイト、白）

とカードの種類が分けられている（そのほか、ロケテストバージョンが存在する）。GREATカードやSPECIALカードはレアカードであり対象となる馬にはBLACKカードも存在する場合もあるが、同じ馬ならばGREAT・SPECIALカードの方が能力が高い。
2008年10月10日、『HORSERIDERS EXTENDED EDITION』（-エクステンデッド エディション）として新規ホースカード100枚を追加したバージョンが稼働した。この追加ホースカードには新登場となる馬（ローブデコルテ、トールポピーなど）、レアカードとして再登場した馬（ヴァーミリアン、アドマイヤムーンなど）、能力値の変更があった馬（コスモバルクなど）などが含まれている。
さらにHR2では、
- IMPERIAL（インペリアル、IM）
- PRECIOUS（プレシャス、PR）
- EXCELLENT（エクセレント、EX）

の新種のカードが追加されダイワスカーレットやディープスカイ、スピードシンボリなどの競走馬がカード化された。また、白毛の競走馬として初の重賞制覇を達成したユキチャンも追加されている。
2009年12月22日、『HORSERIDERS 2.5』として新規ホースカード100枚を追加したバージョンが稼働した。さらに2010年5月20日には『HORSERIDERS 2.5 PLUS』として新規ホースカードが100枚追加された。これらのバージョンでは白カードの追加も行われている。
- 基本的にHR2でもHR1のカードは使用可能で戦跡データも引き継がれるが、ミスターシービーなど一部のホースカードは使用不可となった。
- ホースカードはさらにSS,S,A,B,C,Dとランクが設定されており（SSはGREAT・PRECIOUS・IMPERIAL、SはSPECIAL・EXCELLENT、AとBはBLACK、CとDはWHITE。HR1の初期カードにはSSとSのBLACKもあるが、同一馬ならGREAT・SPECIALの方が高能力となっている）、このランクにしたがって出走に必要なポイントが異なる。ランクが高いほどポイントも高いため、レースのスケジュールを考えたメンバー編成が必要となる。
- 2008年6月のアップデートまでは同一馬のカードでも券種が違えば登録可能であった（例：GRオグリキャップと黒オグリキャップ）。アップデート後は同一馬は1種類のみ使用可能である。
- 2008年10月1日のバージョンアップにより、デジタルスターターパックによるデジタルカードが登場した。これはゲームを始めたばかりのプレイヤーでも調教ができる架空のカードであり、後に同じ絵柄のホースカードを手に入れれば差し替えることも可能になっている。
- ホースカードは30回の出走制限があり、これを超えるとレースに出走させることができない。登録を抹消すれば再登録が可能だが、能力値や成績は初期値に戻るので、再びトレーニングで能力を上げることになる。
- また、ゲームを始めたばかりのプレイヤーやポイントが足りないプレイヤーのためにCPU馬がレースごとに用意されている。CPU馬はレース直前に候補が選ばれ、プレイヤーがどの馬を使用するか決めることができる。ポイントは必要ないが能力を上げることができずコンディションなども十分整っていない場合が多く、勝つためには技術を要する。
- HR2では自分の所持している競走馬を引退させて産駒を生産することができる。このとき生まれた競走馬は、デジタルカードと同様の操作で調教・騎乗を行う。